# Quận Kendall, Texas
Quận Kendall (tiếng Anh: Kendall County) là một quận trong tiểu bang Texas, Hoa Kỳ. Quận lỵ đóng ở thành phố Boerne6. Theo kết quả điều tra dân số năm  2000 của Cục điều tra dân số Hoa Kỳ, quận có dân số 32.886 người.